# Dalby, Uppsala kommun
Dalby är en by, tillika kyrkby, i Dalby socken i Uppsala kommun, Uppland.
Byn består av enfamiljshus samt bondgårdar och är belägen söder om Dalbyviken. Byn har landsvägsförbindelse via länsväg C 592. Dalby kyrka ligger i byns västra del. I öster sticker Dalbyudd ut i Ekoln.